# بنفسج ثلاثي الألوان
بنفسج ثلاثي الألوان هو أحد أنواع البنفسج.